# David H. Koch Theater
Il David H. Koch Theater è un teatro per la danza classica, moderna ed altre forme di danza, parte del Lincoln Center for the Performing Arts, si trova all'incrocio di Columbus Avenue e della 63ª Strada a New York City, Stati Uniti. Originariamente chiamato il New York State Theatre, il luogo era stato la sede del New York City Ballet fin dalla sua apertura nel 1964, la sede secondaria per l'American Ballet Theatre in autunno e serviva come sede della New York City Opera dal 1964 al 2011. Il teatro occupa il lato sud della piazza principale del Lincoln Center, di fronte alla David Geffen Hall.

## Storia

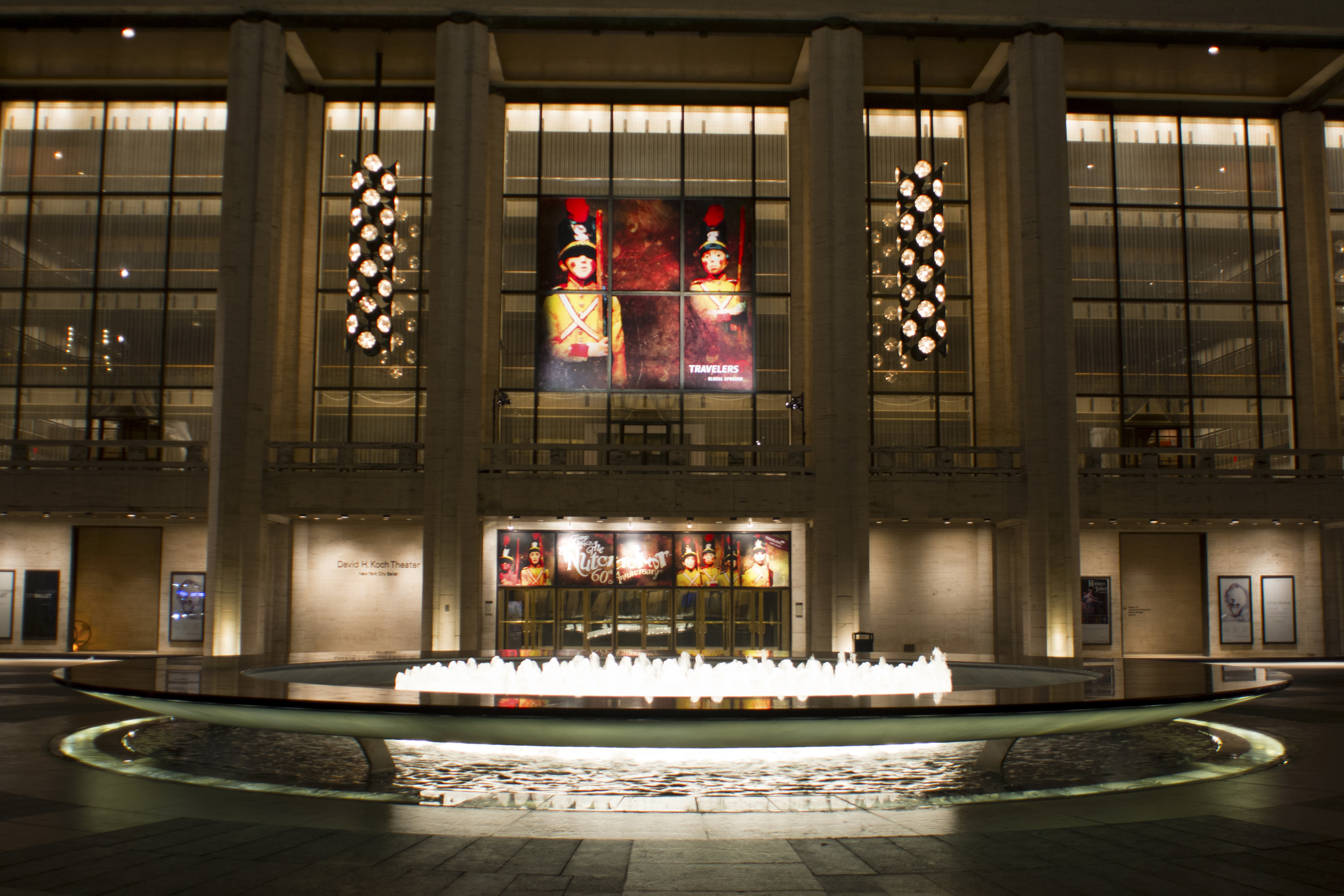
Il David H. Koch Theater

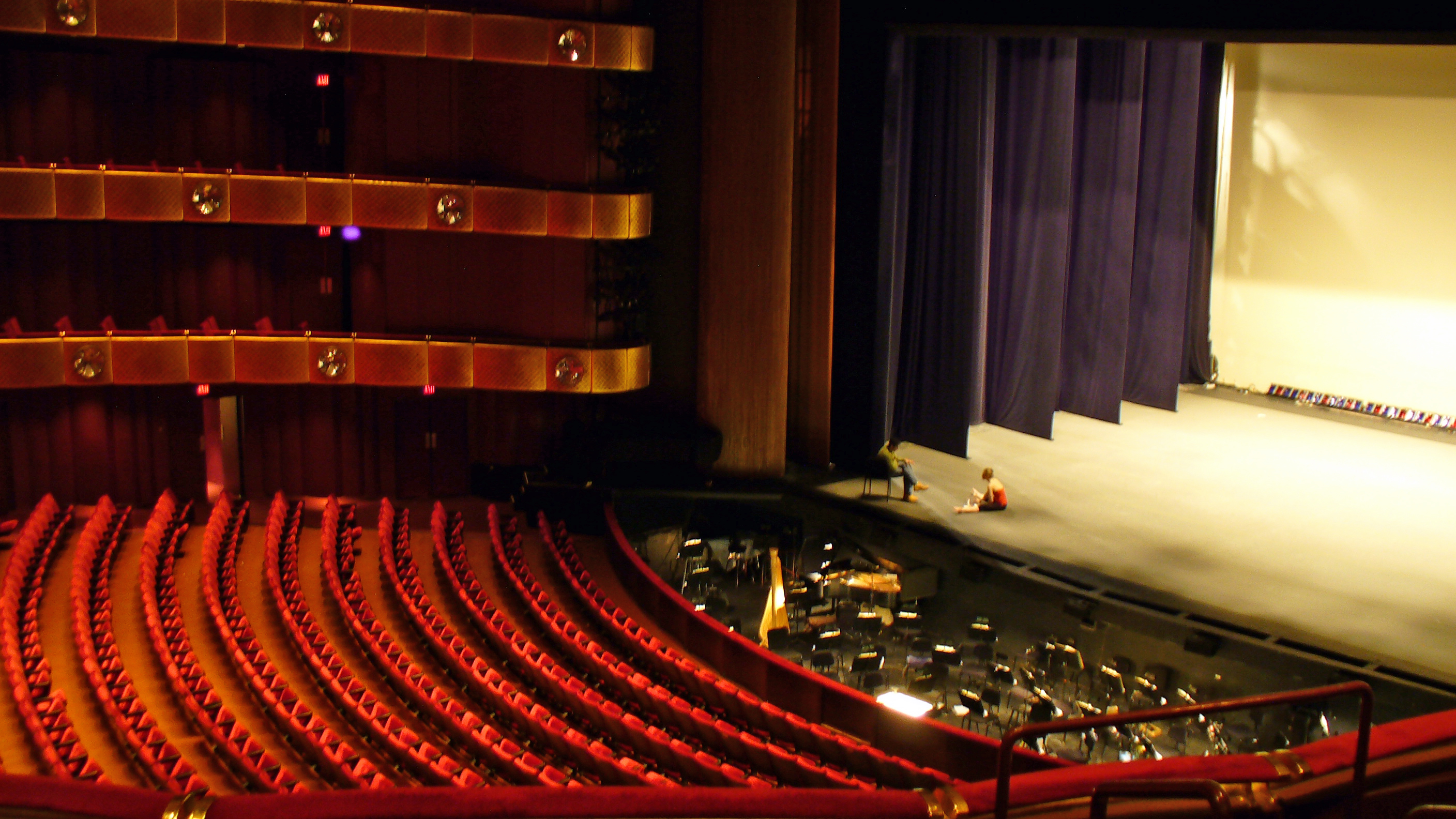
Interno del teatro, prima dei lavori di ristrutturazione del 2008.

Il teatro di New York fu costruito con fondi dello Stato di New York come parte della partecipazione culturale dello Stato di New York alla Fiera Mondiale del 1964-1965. Il teatro fu progettato dagli architetti Philip Johnson e John Burgee, inaugurato il 23 aprile 1964. Dopo la Fiera, lo Stato trasferì la proprietà del teatro alla città di New York.
La città cedette il teatro al Lincoln Center for the Performing Arts Inc., che lo subaffittò al Centro di Musica e Dramma Inc. (CCMD). La società attuale di CCMD (separata e al di fuori del New York City Center sulla 55º Strada) continua a gestire oggi il teatro.
Insieme all'opera e alle compagnie di ballo, un altro affittuario del teatro era il teatro musicale di Lincoln, ora scomparso, il cui presidente era il compositore Richard Rodgers. A metà degli anni Sessanta, la società produsse riprese completamente messe in scena dei classici musical di Broadway. Questi comprendevano Il Re e io (The King and I); Carousel (con la star originale, John Raitt); Anna prendi il fucile (Annie Get Your Gun, riveduta nel 1966 da Irving Berlin per la sua star originale, Ethel Merman); Show Boat e South Pacific.
Nel luglio 2008, il miliardario del petrolio e del gas David H. Koch si impegnò a pagare 100 milioni di dollari nei successivi dieci anni per rinnovare il teatro e fornire una dotazione operativa e di manutenzione. La struttura divenne il teatro David H. Koch al gala del New York City Ballet Winter, il 25 novembre di quell'anno. Il teatro deve portare il suo nome per almeno cinquant'anni, dopo di che può essere rinominato; La famiglia Koch conserva il diritto del primo rifiuto per qualsiasi ridenominazione. Alcune persone continuano a fare riferimento al teatro con il suo nome originale.

## Caratteristiche dell'edificio e ristrutturazione
Il teatro dispone di 2.586 posti e dispone di ampie sedute sul livello dell'orchestra, quattro "Anelli" (balconi) principali e un piccolo Quinto Anello, di fronte a luci simili a gioielli e ad un grande lampadario sferico nel centro del soffitto a filo dorato.
JCJ Architecture di New York ha progettato i lavori di ristrutturazione con Schuler Shook come consulenti teatrali. Nelle aree dei cluenti, il progetto ha sostituito e riconfigurato tutti i sedili e la moquette. La riconfigurazione ha creato due corridoi nel piano dell'orchestra, che in precedenza caratterizzavano la disposizione dei posti a sedere in stile continentale, senza le navate del centro. Ha anche aggiornato i bagni per renderli conformi all'ADA. Il lavoro dietro le quinte ha riguardato un nuovo sistema di illuminazione del palcoscenico, l'espansione della fossa dell'orchestra e un sollevatore meccanico posto a terra del pavimento che gli permette di essere sollevato a livello di scena quando necessario.
Le aree nell'ingresso del teatro presentano molte opere d'arte moderna, tra cui pezzi di Jasper Johns, Lee Bontecou e Reuben Nakian.

## Galleria d'immagini

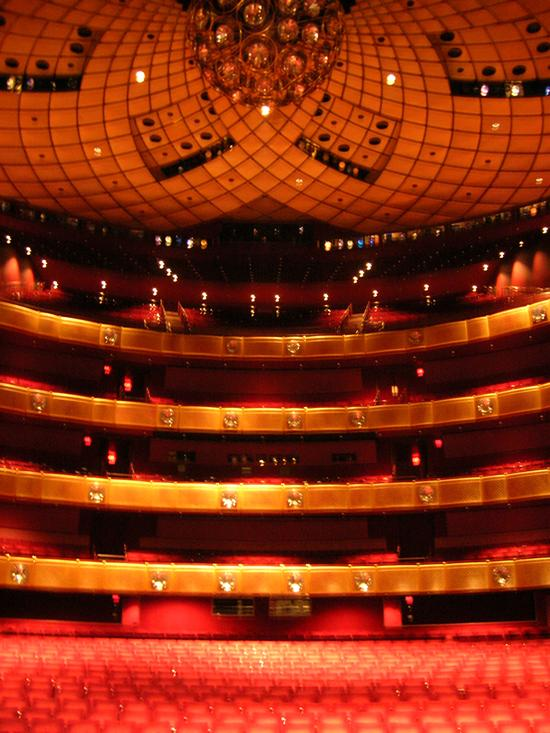
The auditorium, as seen from the stage in 2006
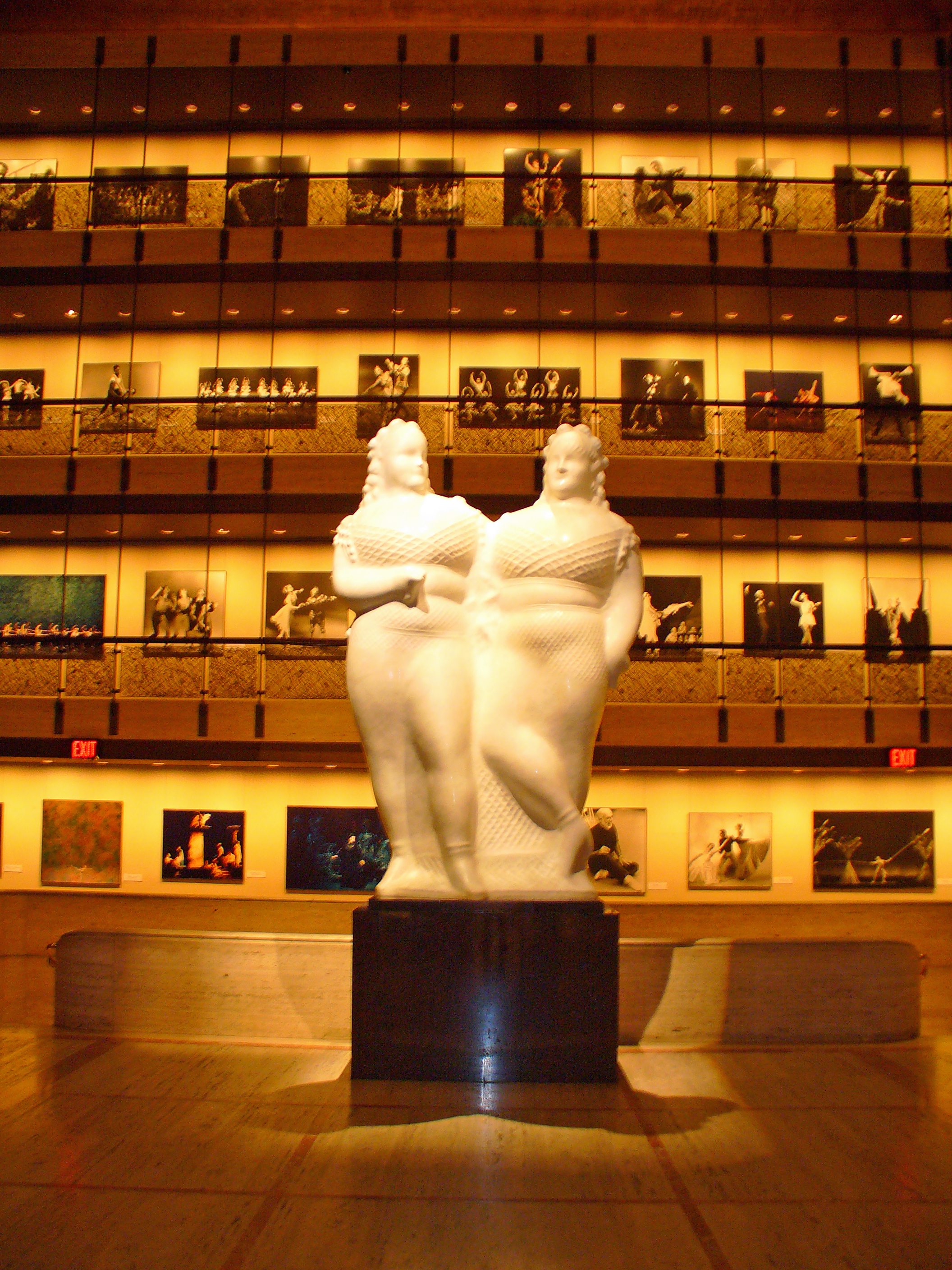
The Promenade with Elie Nadelman sculpture
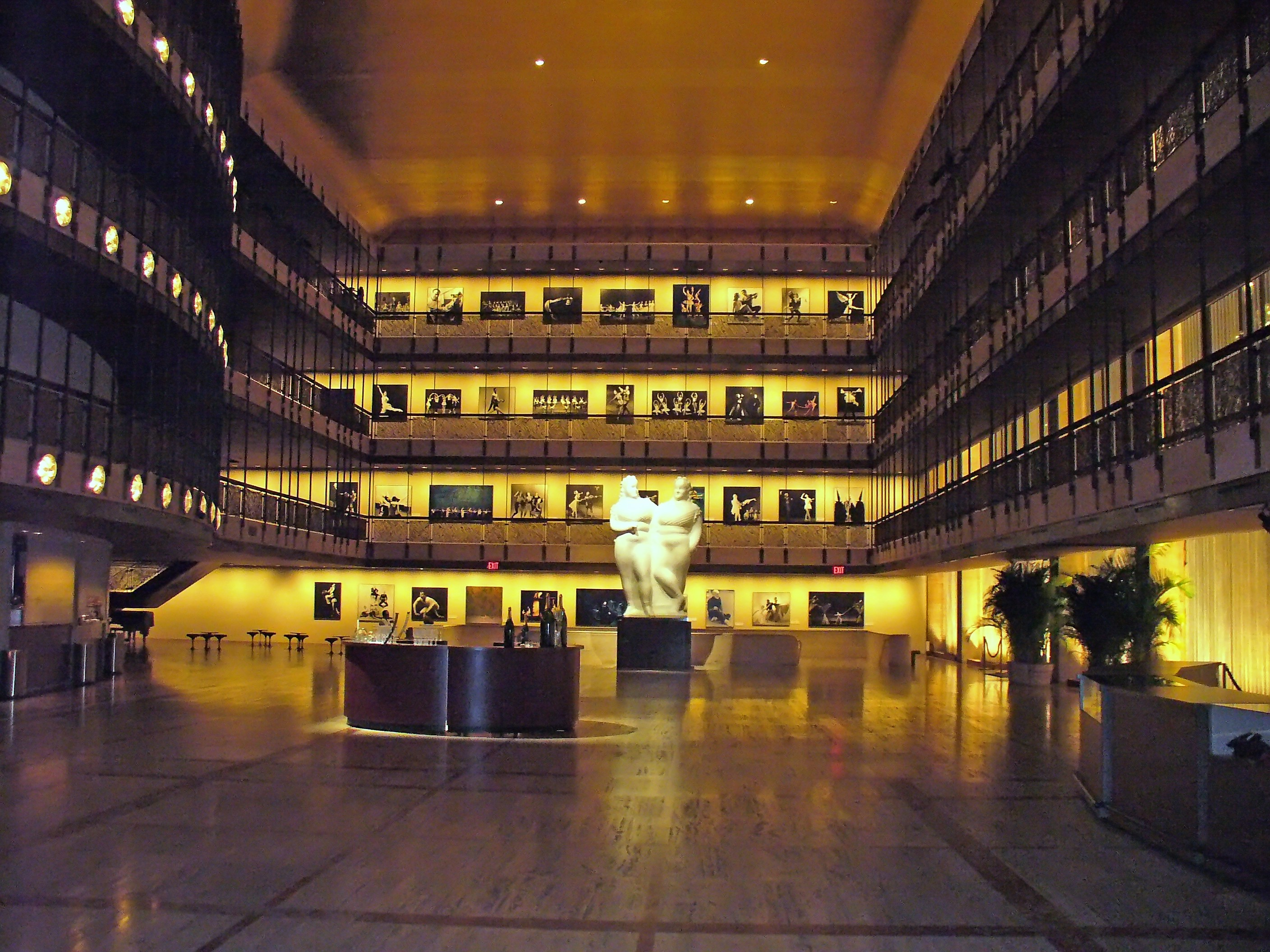
The Promenade